# Grand Prix de Denain 2004
La 46e édition du Grand Prix de Denain a eu lieu le 15 avril 2004. Elle a été remportée par le Norvégien Thor Hushovd.

## Classement final
Thor Hushovd remporte la course en parcourant les 201,4 kilomètres en 4 h 29 min 33 s à la vitesse moyenne de 43,830 km/h,.
| Classement final, | Classement final,   | Classement final, | Classement final,                | Classement final,  |
|                   | Coureur             | Pays              | Équipe                           | Temps              |
| ----------------- | ------------------- | ----------------- | -------------------------------- | ------------------ |
| 1er               | Thor Hushovd        | Norvège           | Crédit agricole                  | en 4 h 29 min 33 s |
| 2e                | Mark Scanlon        | Irlande           | AG2R Prévoyance                  | m.t                |
| 3e                | Nico Sijmens        | Belgique          | Landbouwkrediet-Colnago          | + 46 s             |
| 4e                | Ludovic Auger       | France            | Auber 93                         | m.t                |
| 5e                | Borut Božič         | Slovénie          | Perutnina Ptuj                   | m.t                |
| 6e                | Erwin Thijs         | Belgique          | MrBookmaker.com-Palmans          | m.t                |
| 7e                | Franck Pencolé      | France            | Oktos                            | m.t                |
| 8e                | Eelke van der Wal   | Pays-Bas          | Bankgiroloterij                  | m.t                |
| 9e                | Jurgen Van de Walle | Belgique          | Chocolade Jacques-Wincor-Nixdorf | + 59 s             |
| 10e               | Jean-Michel Tessier | France            | Oktos                            | + 1 min 48 s       |
| modifier          |                     |                   |                                  |                    |